# Per Gustafsson
Per Gustafsson (* 4. června 1970 Oskarshamn) je švédský hokejový trenér a bývalý obránce.

## Hráčská kariéra
Rodák a odchovanec hokeje z Oskarshamnu, prošel veškerých mládežnických kategorií IK Oskarshamn a v ročníku 1986–87 hrál v seniorském týmu ve třetí nejvyšší soutěži Hockeytvåan. V juniorském věku přestoupil do HV71, který působil v nejvyšší soutěži Elitserien. V roce 1994 byl vybrán ve vstupním draftu NHL týmem Florida Panthers v 11. kole z celkového 261. místa. Po draftu prožil svou průlomovou sezonu 1994–95, stal se nejlepším střelcem v playoff a s týmem HV71 slavil titul mistra ligy. Za HV71 hrál do roku 1996, poté se přemístil k týmu Florida Panthers, který jej draftoval. Za Floridu odehrál pouze jednu sezonu, ve svém prvním zápasu v NHL prvně zaznamenal asistenci a později vstřelil branku. Za Floridu odehrál 58 zápasů, ve kterých nasbíral 29 kanadských bodů, stal se druhým nejproduktivnějším obráncem v týmu, před ním skončil slovenský obránce Róbert Švehla. 12 června 1997 byl vyměněn do týmu Toronto Maple Leafs za kanadského obránce Mike Lankshear. V Torontu Maple Leafs se Gustafsson moc neprosazoval, byl posílan na farmu v St. John's Maple Leafs hrající AHL. V závěru sezony 1997–98 byl 17. března 1998 vyměněn do Ottawy Senators za 8 kolo výběru ve vstupním draftu NHL 1998 (touto volbou byl draftován kanadský obránce Dwight Wolfe). Za Ottawu Senators odehrál v základní části 9 zápasů, jeden zápas přidal v playoff.
V roce 1998 se Gustafsson vrátil do svého klubu HV71, za který hrál až do konce sezóny 2009/10. S 20 sezónami v dresu HV71 je interním držitelem klubových rekordu. Kromě toho vstřelil gól po šesti sekundách v zápase proti Luleå HF v roce 1991, což je považováno za nejrychleji vstřelený gól v Elitserien.

## Trenérská kariéra
Od roku 2015 do roku 2023 vedl švédský tým HC Dalen, který působil v nižší soutěži HockeyEttan. 30. ledna 2023 se vrátil do organizace HV71, do týmu přišel jako asistent hlavního trenéra. Od sezóny 2024-25 se zabývá hokejovou mládeží v klubu HV71.

## Ocenění a úspěchy
- 1995 SEL – Nejlepší střelec v playoff
- 1995 SEL – Nejproduktivnější obránce v playoff
- 1996 Švédský All-Star Team
- 2000 SEL – All-Star Game
- 2001 SEL – All-Star Game
- 2004 SEL – All-Star Tým
- 2004 SEL – Nejlepší nahrávač mezi obránci v playoff
- 2004 Švédský All-Star Team
- 2006 SEL – Nejlepší nahrávač mezi obránci v playoff

## Prvenství
- Debut v NHL – 12. října 1996 (Florida Panthers proti Hartford Whalers)
- První asistence v NHL – 12. října 1996 (Florida Panthers proti Hartford Whalers)
- První gól v NHL – 12. října 1996 (Florida Panthers proti Hartford Whalers, kanadskému brankáři Jason Muzzatti)

## Klubová statistika
| Sezóna       | Klub                   | Soutěž       |     | Základní část | Základní část | Základní část | Základní část | Základní část |    | Play off | Play off | Play off | Play off | Play off |
| Sezóna       | Klub                   | Soutěž       | Z   | G             | A             | B             | TM            | Z             | G  | A        | B        | TM       |          |          |
| 1986–87      | IK Oskarshamn          | Hockeytvåan  | 20  | 0             | 2             | 2             | —             | —             | —  | —        | —        | —        |          |          |
| 1987–88      | IK Oskarshamn          | Hockeytvåan  | 36  | 7             | 13            | 20            | —             | —             | —  | —        | —        | —        |          |          |
| 1988–89      | HV71                   | SEL          | 14  | 1             | 4             | 5             | 8             | 3             | 0  | 0        | 0        | 2        |          |          |
| 1989–90      | HV71                   | SEL          | 27  | 4             | 3             | 7             | 16            | —             | —  | —        | —        | —        |          |          |
| 1990–91      | HV71                   | SEL          | 31  | 3             | 5             | 8             | 16            | 2             | 0  | 0        | 0        | 4        |          |          |
| 1991–92      | HV71                   | SEL          | 39  | 9             | 7             | 16            | 22            | 3             | 0  | 0        | 0        | 0        |          |          |
| 1992–93      | HV71                   | SEL          | 40  | 6             | 3             | 9             | 28            | —             | —  | —        | —        | —        |          |          |
| 1993–94      | HV71                   | SEL          | 34  | 9             | 7             | 16            | 10            | —             | —  | —        | —        | —        |          |          |
| 1994–95      | HV71                   | SEL          | 38  | 8             | 6             | 14            | 14            | 13            | 7  | 5        | 12       | 8        |          |          |
| 1995–96      | HV71                   | SEL          | 34  | 8             | 13            | 21            | 12            | 4             | 3  | 1        | 4        | 2        |          |          |
| 1996–97      | Florida Panthers       | NHL          | 58  | 7             | 22            | 29            | 22            | —             | —  | —        | —        | —        |          |          |
| 1997–98      | St. John's Maple Leafs | AHL          | 25  | 7             | 18            | 25            | 10            | —             | —  | —        | —        | —        |          |          |
| 1997–98      | Toronto Maple Leafs    | NHL          | 22  | 1             | 4             | 5             | 10            | —             | —  | —        | —        | —        |          |          |
| 1997–98      | Ottawa Senators        | NHL          | 9   | 0             | 1             | 1             | 6             | 1             | 0  | 0        | 0        | 0        |          |          |
| 1998–99      | HV71                   | SEL          | 50  | 12            | 16            | 28            | 52            | —             | —  | —        | —        | —        |          |          |
| 1999–00      | HV71                   | SEL          | 40  | 6             | 15            | 21            | 47            | 6             | 1  | 4        | 5        | 10       |          |          |
| 2000–01      | HV71                   | SEL          | 48  | 9             | 18            | 27            | 46            | —             | —  | —        | —        | —        |          |          |
| 2001–02      | HV71                   | SEL          | 46  | 6             | 9             | 15            | 20            | 8             | 1  | 2        | 3        | 12       |          |          |
| 2002–03      | HV71                   | SEL          | 15  | 2             | 6             | 8             | 6             | 7             | 0  | 3        | 3        | 0        |          |          |
| 2003–04      | HV71                   | SEL          | 32  | 4             | 23            | 27            | 32            | 14            | 0  | 5        | 5        | 8        |          |          |
| 2004–05      | HV71                   | SEL          | 46  | 9             | 15            | 24            | 44            | —             | —  | —        | —        | —        |          |          |
| 2005–06      | HV71                   | SEL          | 48  | 6             | 25            | 31            | 48            | 12            | 1  | 5        | 6        | 16       |          |          |
| 2006–07      | HV71                   | SEL          | 52  | 7             | 18            | 25            | 56            | 14            | 4  | 3        | 7        | 20       |          |          |
| 2007–08      | HV71                   | SEL          | 38  | 3             | 7             | 10            | 28            | 14            | 1  | 1        | 2        | 6        |          |          |
| 2008–09      | HV71                   | SEL          | 49  | 9             | 18            | 27            | 42            | 15            | 0  | 2        | 2        | 16       |          |          |
| 2009–10      | HV71                   | SEL          | 12  | 0             | 1             | 1             | 16            | 5             | 0  | 0        | 0        | 2        |          |          |
| Celkem v SEL | Celkem v SEL           | Celkem v SEL | 734 | 123           | 220           | 343           | 563           | 120           | 18 | 31       | 49       | 106      |          |          |
| Celkem v NHL | Celkem v NHL           | Celkem v NHL | 89  | 8             | 27            | 35            | 38            | 1             | 0  | 0        | 0        | 0        |          |          |

## Reprezentace
| Rok                       | Tým                       | Soutěž                    | Z | G | A | B | TM |
| ------------------------- | ------------------------- | ------------------------- | - | - | - | - | -- |
| 1996                      | Švédsko                   | MS                        | 6 | 2 | 2 | 4 | 2  |
| 2003                      | Švédsko                   | MS                        | 3 | 0 | 0 | 0 | 0  |
| Seniorská kariéra celkově | Seniorská kariéra celkově | Seniorská kariéra celkově | 9 | 2 | 2 | 4 | 2  |